# غارشتينورنير
غارشتينورنير (بالإنجليزية: Gärstenhörner)‏ هو أحد جبال سلسلة جبال الألب أوري وجزء من القمة الأم داماستوك يقع في كانتون برن وكانتون فاليز، سويسرا. يبلغ ارتفاع الجبل حوالي 3189 متر، بينما يبلغ ارتفاع نتوء الجبل 200 متر.